# 布佐駅

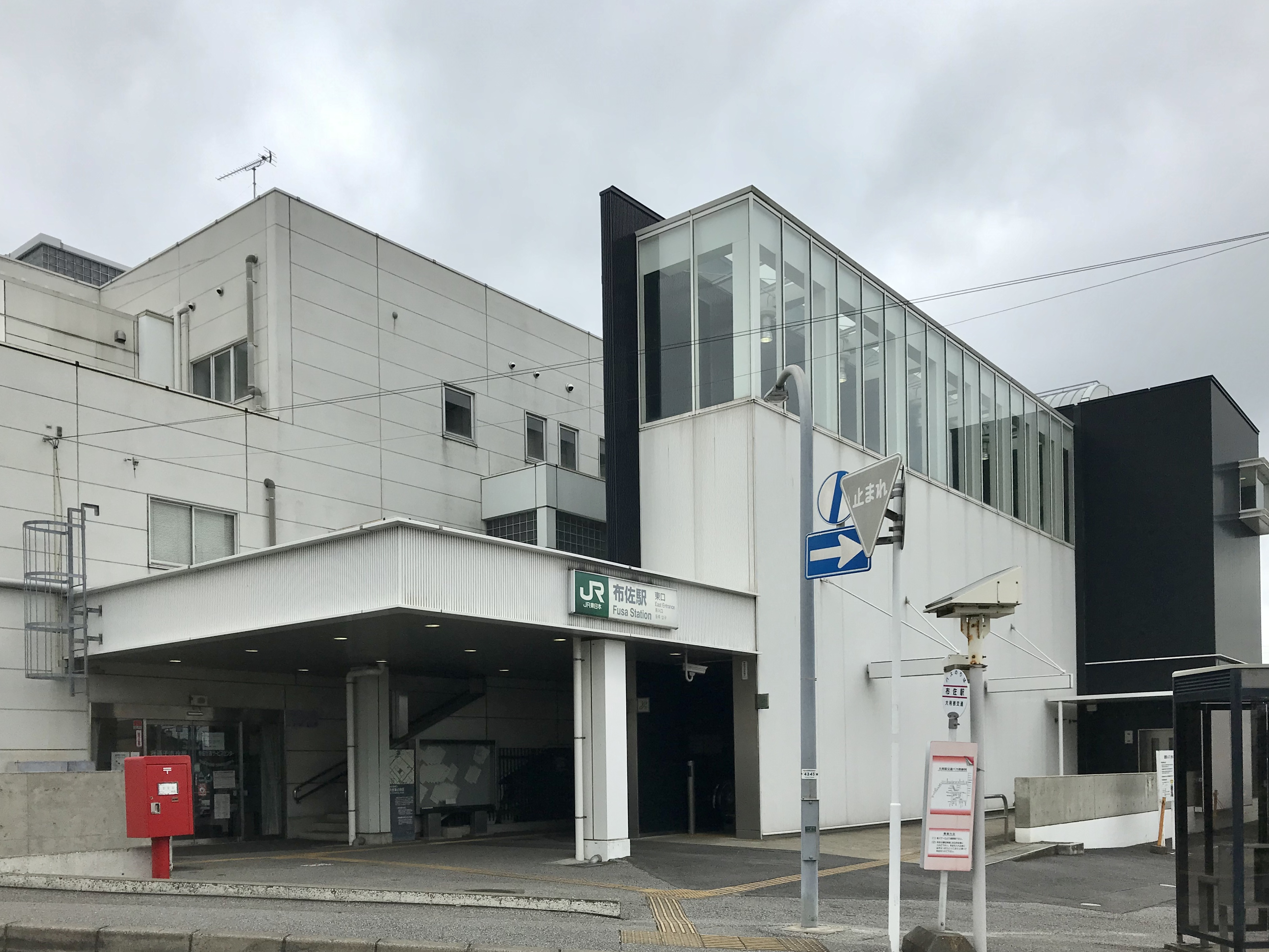
東口（2020年7月）

布佐駅（ふさえき）は、千葉県我孫子市布佐にある、東日本旅客鉄道（JR東日本）成田線（我孫子支線）の駅である。

## 歴史
- 1901年（明治34年）4月1日：成田鉄道（初代）成田駅 - 我孫子駅間全通に伴い開業[1]。旅客・貨物取扱い[4]。
- 1920年（大正9年）9月1日：成田鉄道が買収され、国有鉄道の駅となる[1]。
- 1962年（昭和37年）10月1日：貨物扱い廃止[4]。
- 1970年（昭和45年）12月：駅舎を改築する。（木造平屋）
- 1973年（昭和48年）9月28日：成田線 成田駅 - 我孫子駅間が電化される[1]。
- 1987年（昭和62年）4月1日：国鉄分割民営化に伴い、東日本旅客鉄道（JR東日本）の駅となる[1]。
- 1993年（平成5年）4月12日：橋上駅舎が完成する[5][6]。
- 1995年（平成7年）7月25日：自動改札機の供用を開始する。
- 1997年（平成9年）2月：湖北駅の被管理駅となる。
- 2001年（平成13年）11月18日：ICカード「Suica」の利用が可能となる[広報 1]。
- 2005年（平成17年）
  - 4月10日：南口にエスカレーター・エレベーターが設置される。
  - 11月15日：自動放送・発車メロディーが変更される。
- 2006年（平成18年）
  - 3月31日：東口にエスカレーター・エレベーターが設置される。
  - 4月1日：有人のみどりの窓口を廃止し、「もしもし券売機Kaeruくん」の供用を開始する[7]。
  - 12月25日：改札内にエレベーターが設置される。
- 2007年（平成19年）4月1日：業務委託化[8]。
- 2012年（平成24年）2月27日：「もしもし券売機Kaeruくん」の供用を終了する。

## 駅構造
相対式ホーム2面2線を持つ地上駅で、1993年（平成5年）4月に完成した3階建ての橋上駅舎を有する。
1階に我孫子市布佐行政サービスセンター、2階には布佐ステーションホール（どちらも東口側）が併設されており、改札口は3階である。出口は東口と南口があり、どちらも駅前広場とを結ぶエスカレーター・エレベーターが設置されている。駅舎自体が自由通路の役割も果たしており、終電後も東口と南口を自由に行き来することができる。トイレ（水洗、車椅子非対応）は改札口外に設置されている。
改札横にKIOSK（JR東日本リテールネット）がある。ホーム上にエレベーターが設置されている。2004年（平成16年）から2006年（平成18年）にかけて相次いでバリアフリー工事（エレベーター・エスカレーター設置）が行われ、車椅子でも利用できるようになった。また、東口駅前広場から1番線ホーム、南口駅前広場から2番線ホームへ直接行ける車椅子対応のスロープが設置されているが、こちらを利用する際は同伴者が駅員に申し出なければならない。
成田統括センター（湖北駅）管理で、JR東日本ステーションサービスが駅業務を受託している業務委託駅であるが、お客さまサポートコールシステムが導入されており、終日遠隔での対応も合わせて実施されている。多機能券売機・自動改札機・自動精算機・乗車駅証明書発行機が設置されている。

### のりば
| 番線 | 路線                   | 方向 | 行先                   |
| ---- | ---------------------- | ---- | ---------------------- |
| 1    | ■ 成田線（我孫子支線） | 下り | 成田方面               |
| 2    | ■ 成田線（我孫子支線） | 上り | 我孫子・上野・品川方面 |

（出典：JR東日本:駅構内図）

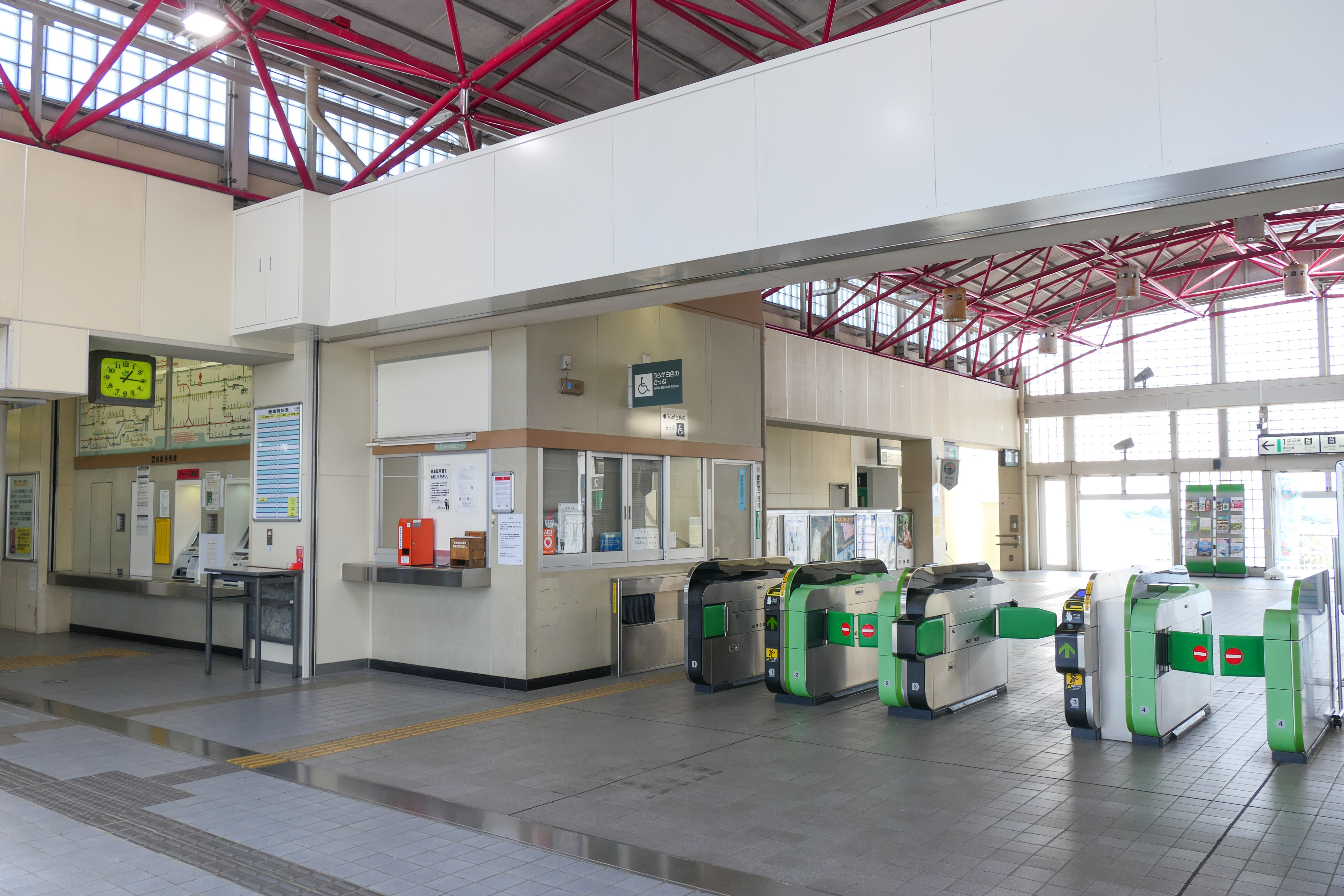
改札口と切符券売機（2021年5月）
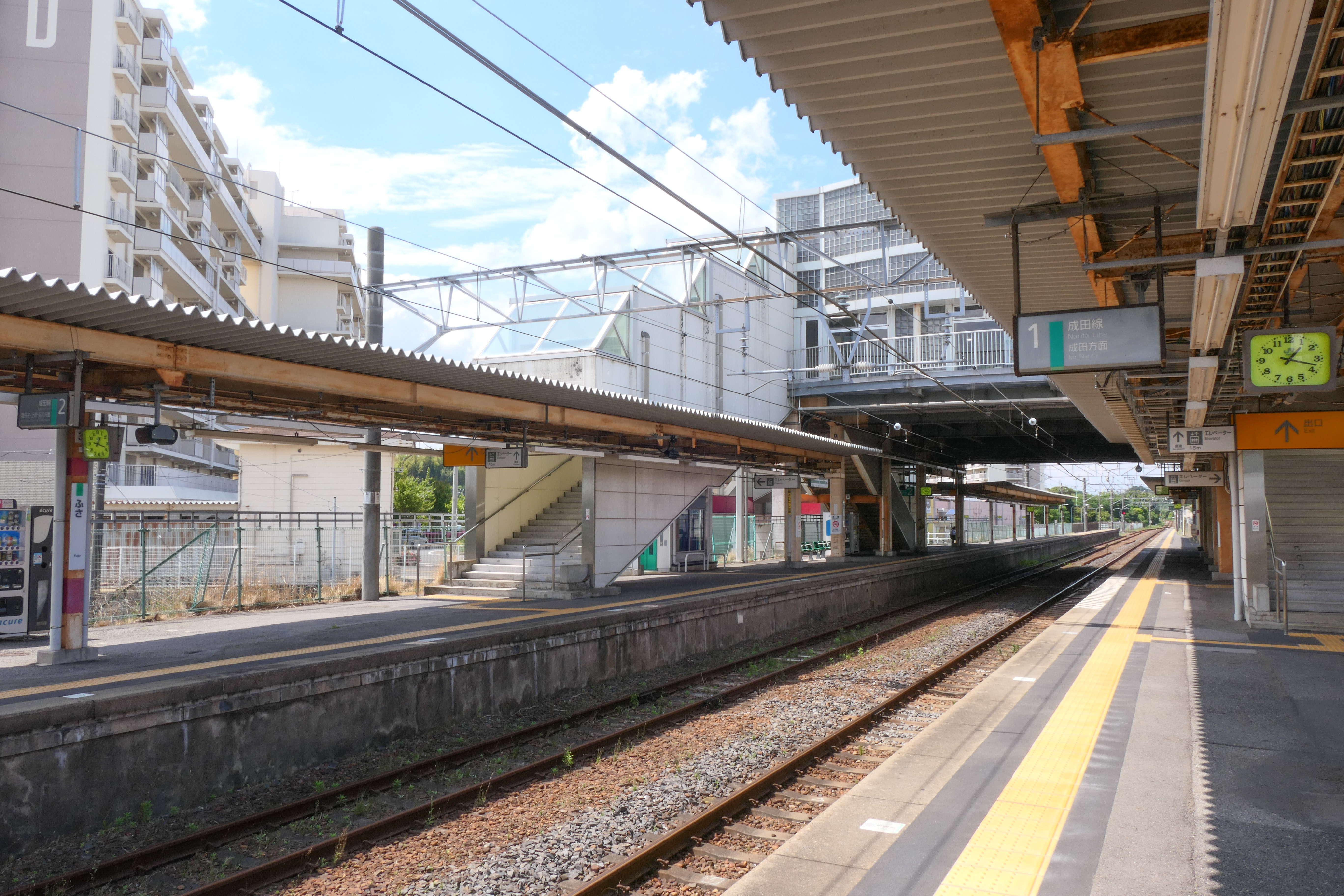
ホーム（2021年5月）

## 利用状況
2023年（令和5年）度の1日平均乗車人員は2,765人である。
JR東日本および千葉県統計年鑑によると、近年の1日平均乗車人員の推移は以下の通り。
| 年度               | 1日平均 乗車人員 | 出典     |
| ------------------ | ---------------- | -------- |
| 1990年（平成02年） | 7,760            | [ * 1 ]  |
| 1991年（平成03年） | 8,016            | [ * 2 ]  |
| 1992年（平成04年） | 8,114            | [ * 3 ]  |
| 1993年（平成05年） | 8,126            | [ * 4 ]  |
| 1994年（平成06年） | 8,053            | [ * 5 ]  |
| 1995年（平成07年） | 7,992            | [ * 6 ]  |
| 1996年（平成08年） | 7,859            | [ * 7 ]  |
| 1997年（平成09年） | 7,447            | [ * 8 ]  |
| 1998年（平成10年） | 7,203            | [ * 9 ]  |
| 1999年（平成11年） | 6,892            | [ * 10 ] |
| 2000年（平成12年） | 6,552            | [ * 11 ] |
| 2001年（平成13年） | 6,194            | [ * 12 ] |
| 2002年（平成14年） | 5,710            | [ * 13 ] |
| 2003年（平成15年） | 5,341            | [ * 14 ] |
| 2004年（平成16年） | 4,974            | [ * 15 ] |
| 2005年（平成17年） | 4,674            | [ * 16 ] |
| 2006年（平成18年） | 4,451            | [ * 17 ] |
| 2007年（平成19年） | 4,310            | [ * 18 ] |
| 2008年（平成20年） | 4,134            | [ * 19 ] |
| 2009年（平成21年） | 3,926            | [ * 20 ] |
| 2010年（平成22年） | 3,669            | [ * 21 ] |
| 2011年（平成23年） | 3,679            | [ * 22 ] |
| 2012年（平成24年） | 3,545            | [ * 23 ] |
| 2013年（平成25年） | 3,442            | [ * 24 ] |
| 2014年（平成26年） | 3,334            | [ * 25 ] |
| 2015年（平成27年） | 3,428            | [ * 26 ] |
| 2016年（平成28年） | 3,380            | [ * 27 ] |
| 2017年（平成29年） | 3,380            | [ * 28 ] |
| 2018年（平成30年） | 3,329            | [ * 29 ] |
| 2019年（令和元年） | 3,156            | [ * 30 ] |
| 2020年（令和02年） | 2,359            |          |
| 2021年（令和03年） | 2,493            |          |
| 2022年（令和04年） | 2,558            |          |
| 2023年（令和05年） | 2,765            |          |

## 駅周辺

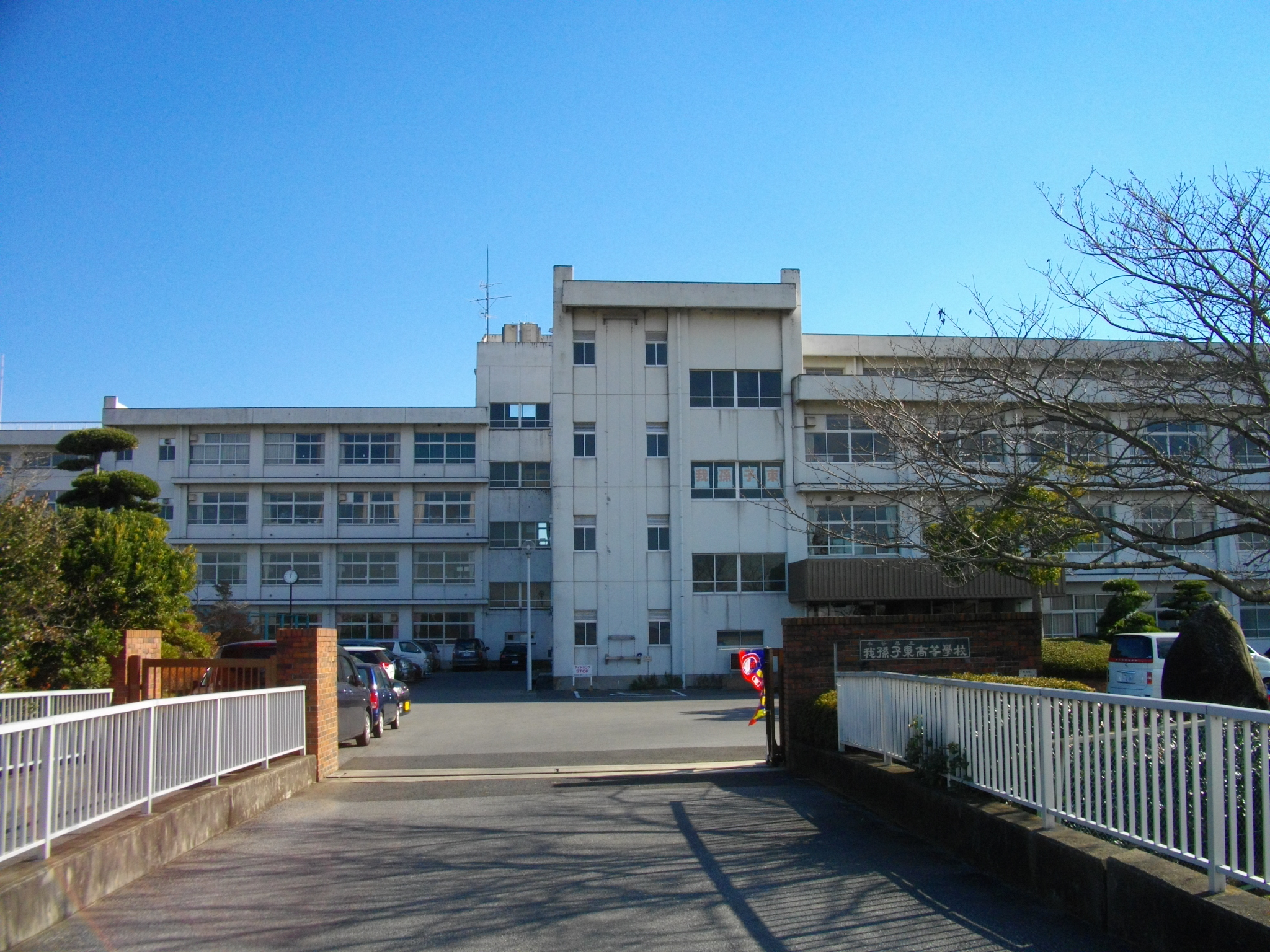
千葉県立我孫子東高等学校

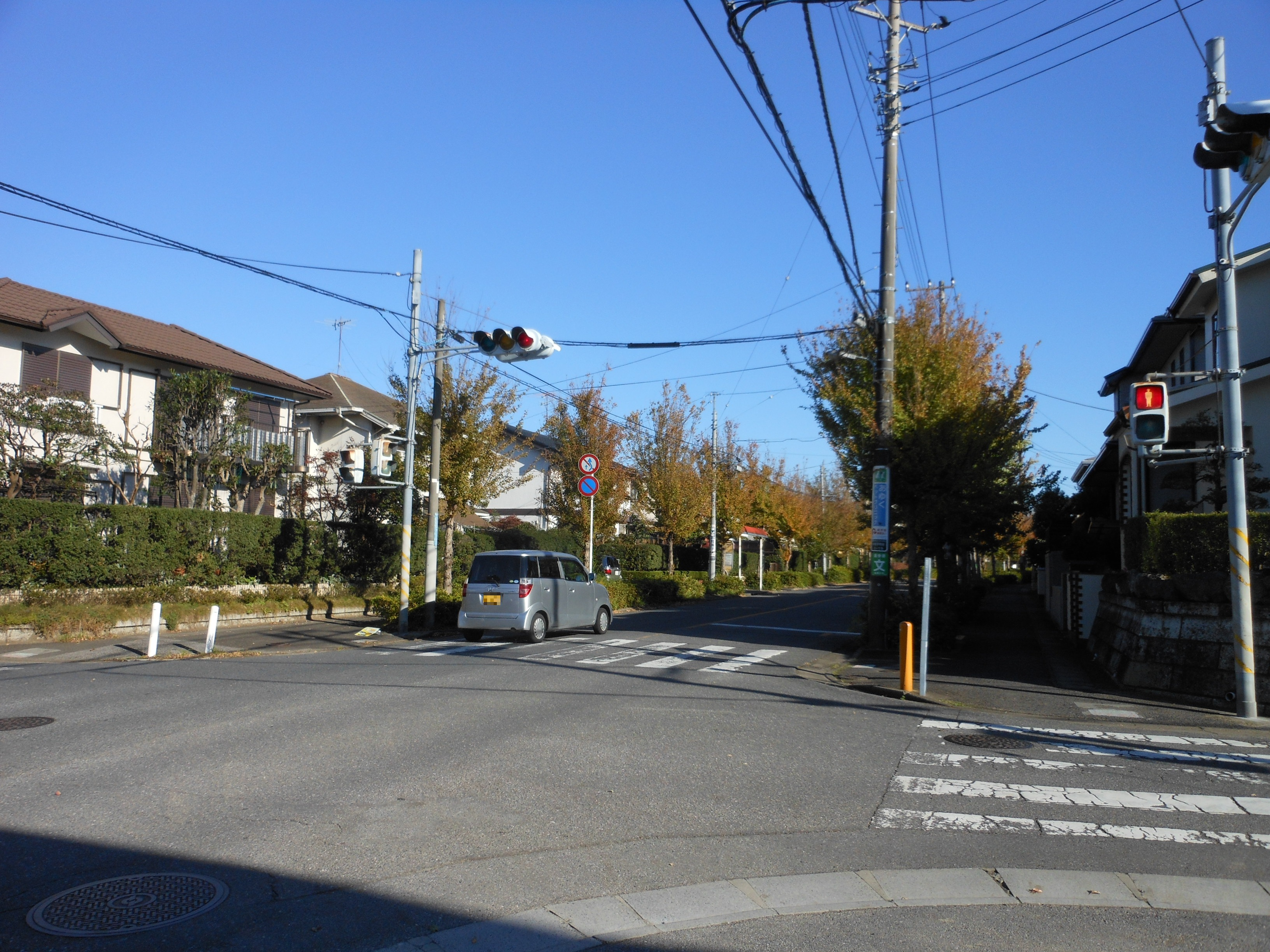
布佐平和台三丁目の景観（2012年11月）

当駅周辺は、かつては渡船場がある水運のまちであったが、宅地開発事業が進展して住宅都市となった。利根川（栄橋）を越えると茨城県北相馬郡利根町に入る。利根町には鉄道駅が無いため、利根町役場、利根町立布川小学校、日本ウェルネススポーツ大学、日本グローバルビジネス専門学校、柳田國男記念公苑などの最寄駅（徒歩圏内）でもある。

### 東口
- 国道356号（利根水郷ライン）
- 千葉県道・茨城県道4号千葉竜ヶ崎線
- 千葉県道・茨城県道170号我孫子利根線（利根水郷ライン）
- 千葉県道197号布佐停車場線
- 駅前広場
  - 我孫子市布佐行政サービスセンター
  - 布佐ステーションホール
- 我孫子市消防本部 東消防署
- 我孫子市立布佐中学校
- 我孫子市立布佐小学校
- 布佐宝保育園
- 私立わだ幼稚園
- 宮ノ森公園
- 利根川ゆうゆう公園
- 竹内神社
- 布佐河岸・網代場跡
- 岡田武松邸跡
- ナリタヤ食彩館 布佐店
- クリエイトSD 我孫子都店
- 布佐郵便局
- 水戸信用金庫 布佐支店

### 南口
- 国道356号（我孫子バイパス）
  - 我孫子平和台郵便局 - 1989年（平成元年）10月開局[11]
  - 布佐南近隣センター
  - 我孫子市立布佐南小学校
- 千葉県立我孫子東高等学校
- 我孫子市民図書館布佐分館
- 布佐市民の森
- 相島の森
- 相島芸術文化村
- 手賀沼終末処理場
- 我孫子警察署 布佐駅前交番
- 布佐平和台分譲地

## バス路線
布佐平和台・我孫子市街地方面、茨城県利根町方面、印西市・栄町方面への路線バスが発着する。
東口
- 大利根交通自動車
  - 利根ニュータウン東行き
- 印西市ふれあいバス（布佐ルート）
  - 市役所（印西市役所）行き
  - 千葉ニュータウン中央駅北口行き
- 送迎バス
  - いんざい自動車学校
  - メディカルプラザ平和台病院
  - 印西病院
- かつては関東鉄道が竜ヶ崎駅方面へのバスを運行していた。
- 2006年9月から2008年10月まで、ニュー東豊が我孫子駅→栄町竜角寺台四丁目行の深夜バスを運行していた。

南口
- 阪東自動車
  - スポーツセンター前、新木駅南口行き
  - 天王台駅北口行き
- 送迎バス
  - 我孫子自動車教習所
  - いんざい自動車学校
  - 印西中央自動車学校（停留所：平和の里あびこ前）
  - メディカルプラザ平和台病院
  - 印西病院

## 隣の駅
東日本旅客鉄道（JR東日本）
■成田線（我孫子支線）
新木駅 - 布佐駅 - 木下駅

#### 広報資料・プレスリリースなど一次資料
1. ↑  “Suicaご利用可能エリアマップ（2001年11月18日当初）” (PDF).   東日本旅客鉄道. 2019年7月27日時点のオリジナルよりアーカイブ。2020年4月24日閲覧。

#### 利用状況に関する資料
1. ↑  千葉県統計年鑑 - 千葉県
2. ↑  我孫子市の統計 - 我孫子市

JR東日本の2000年度以降の乗車人員
1. 1 2 3  各駅の乗車人員（2022年度） - JR東日本
2. ↑  各駅の乗車人員（2000年度） - JR東日本
3. ↑  各駅の乗車人員（2001年度） - JR東日本
4. ↑  各駅の乗車人員（2002年度） - JR東日本
5. ↑  各駅の乗車人員（2003年度） - JR東日本
6. ↑  各駅の乗車人員（2004年度） - JR東日本
7. ↑  各駅の乗車人員（2005年度） - JR東日本
8. ↑  各駅の乗車人員（2006年度） - JR東日本
9. ↑  各駅の乗車人員（2007年度） - JR東日本
10. ↑  各駅の乗車人員（2008年度） - JR東日本
11. ↑  各駅の乗車人員（2009年度） - JR東日本
12. ↑  各駅の乗車人員（2010年度） - JR東日本
13. ↑  各駅の乗車人員（2011年度） - JR東日本
14. ↑  各駅の乗車人員（2012年度） - JR東日本
15. ↑  各駅の乗車人員（2013年度） - JR東日本
16. ↑  各駅の乗車人員（2014年度） - JR東日本
17. ↑  各駅の乗車人員（2015年度） - JR東日本
18. ↑  各駅の乗車人員（2016年度） - JR東日本
19. ↑  各駅の乗車人員（2017年度） - JR東日本
20. ↑  各駅の乗車人員（2018年度） - JR東日本
21. ↑  各駅の乗車人員（2019年度） - JR東日本
22. ↑  各駅の乗車人員（2020年度） - JR東日本
23. ↑  各駅の乗車人員（2021年度） - JR東日本
24. ↑  各駅の乗車人員（2022年度） - JR東日本

千葉県統計年鑑
1. ↑  千葉県統計年鑑（平成3年）
2. ↑  千葉県統計年鑑（平成4年）
3. ↑  千葉県統計年鑑（平成5年）
4. ↑  千葉県統計年鑑（平成6年）
5. ↑  千葉県統計年鑑（平成7年）
6. ↑  千葉県統計年鑑（平成8年）
7. ↑  千葉県統計年鑑（平成9年）
8. ↑  千葉県統計年鑑（平成10年）
9. ↑  千葉県統計年鑑（平成11年）
10. ↑  千葉県統計年鑑（平成12年）
11. ↑  千葉県統計年鑑（平成13年）
12. ↑  千葉県統計年鑑（平成14年）
13. ↑  千葉県統計年鑑（平成15年）
14. ↑  千葉県統計年鑑（平成16年）
15. ↑  千葉県統計年鑑（平成17年）
16. ↑  千葉県統計年鑑（平成18年）
17. ↑  千葉県統計年鑑（平成19年）
18. ↑  千葉県統計年鑑（平成20年）
19. ↑  千葉県統計年鑑（平成21年）
20. ↑  千葉県統計年鑑（平成22年）
21. ↑  千葉県統計年鑑（平成23年）
22. ↑  千葉県統計年鑑（平成24年）
23. ↑  千葉県統計年鑑（平成25年）
24. ↑  千葉県統計年鑑（平成26年）
25. ↑  千葉県統計年鑑（平成27年）
26. ↑  千葉県統計年鑑（平成28年）
27. ↑  千葉県統計年鑑（平成29年）
28. ↑  千葉県統計年鑑（平成30年）
29. ↑  千葉県統計年鑑（令和元年）
30. ↑  千葉県統計年鑑（令和2年）